# 鈴木琢磨
鈴木 琢磨（すずき たくま、1961年12月7日 - ）は、日本の男性声優。東京都出身。81プロデュース所属。

## 人物
声種はテノール。
声優としてはアニメ、外画などで活躍している。また、養成所の講師もしており、教え子の武内駿輔は業界の父として鈴木を挙げている。
趣味・特技はサーフィン、スキー。

## 出演
太字はメインキャラクター。

### テレビアニメ
時期不明
- ちびまる子ちゃん（時期不明 - 1997年、米兵、ピーター 他）

1993年
- 恐竜惑星（シロク）
- ポコニャン!

1994年
- クレヨンしんちゃん（1994年 - 2023年、本田悟史〈2代目〉、おじさん、おじいさん、老医師、店主 他）
- ゴールFH（本間明、塚本コーチ）
- ジャングルの王者ターちゃん（ブータンラマ）
- それいけ!アンパンマン（1994年 - 、おばけパン、はみがきやま、ケンダマン〈2代目〉、モンブランさん、せいろくん〈初代〉、ふでじいさん〈2代目〉、にんにく和尚〈4代目〉、だいふく和尚〈2代目〉、アボガドじいや〈2代目〉、こおりおに、クレソンじいや〈3代目〉、卵焼き家老〈4代目〉 他）
- 超くせになりそう（1994年 - 1995年、子分、右大臣、事務員 他）
- 覇王大系リューナイト（兵士B）
- モンタナ・ジョーンズ（コスグローブ教授）

1995年
- 空想科学世界ガリバーボーイ（クレージーホース）
- ヤンボウ ニンボウ トンボウ（狼、熊二郎、盗賊 他）

1996年
- 赤ちゃんと僕（江戸前、アタック、男子学生 他）
- 機動戦艦ナデシコ（オペレーター、兵士A）
- 爆走兄弟レッツ&ゴー!!（1996年 - 1998年、野菜畑の野郎、ハマーD、モンティー、国立先生、墨沢の父、大前田俊夫 他） - 3シリーズ
- モジャ公（ツッパリ、配達員、ロッキー、ムキムキブラザーズ 他）

1997年
- エルフを狩るモノたちII（ニコル）
- 救命戦士ナノセイバー（シュウブ、ワイバーン兵）
- 金田一少年の事件簿（1997年 - 1999年、巽隼人、時任亘、氷室一聖 / 水沼貴雄、深山日影、須賀実、井坂、森村圭一、内田寛）
- CLAMP学園探偵団（男、黒服）
- ゲゲゲの鬼太郎（第4作）（かまいたち）
- 少女革命ウテナ（男子生徒A、男、鈴木、教授A、少年D）
- しましまとらのしまじろう（営林署のおじさん）
- 白鯨伝説（アカデミアス、ルーシー）
- はいぱーぽりす（福助、おじさん、ガイコツ、怪獣、子分B 他）
- はれときどきぶた（岩田さん、医者、バナナ、ギャングの息子、花嫁の父）
- マッハGoGoGo（所員）
- YAT安心!宇宙旅行（部下、記者）

1998年
- アキハバラ電脳組（花小金井トキ次郎、男性社員、男子生徒、たぁくん、パラケルスス 他）
- アリスSOS（シャドーキング、キュリキュリ、ポス、ポセイドン、ウシロウシ、クロック長官 他）
- 快傑蒸気探偵団 TV ANIMATION SERIES（強力、パスタ、ジャスティス）
- 彼氏彼女の事情（先生）
- 時空探偵ゲンシクン（平賀源内、デスダス）
- センチメンタルジャーニー（高校生A）
- 太陽の子エステバン（BS版）（キウム、オルメカ人）
- 超速スピナー（1998年 - 1999年、武蔵丸弁慶）
- TRIGUN（男B）
- 虹の戦記イリス（男、村長、署長ロボ / 指揮官ロボ、ファラァの父）
- パニポニ（ドンドン、ポコッタ、ブロックン）
- バブルガムクライシス TOKYO 2040（マクソン、ダニエル、クラタ 他）
- ひみつのアッコちゃん（第3作）（大将、川島）
- ポケットモンスター（ヒラタ、キャスター）
- MASTERキートン（生徒、ドラマー）

1999年
- アレクサンダー戦記
- イケてる2人（京介のオヤジ、中年男）
- 宇宙海賊ミトの大冒険（オワリ、政所右近） - 2シリーズ
- エクセル・サーガ（績文、黒田、船員）
- おジャ魔女どれみ（1999年 - 2001年、中嶋の父）
- KAIKANフレーズ（山下、警官）
- 神風怪盗ジャンヌ（東雲陽一郎教頭）
- 鋼鉄天使くるみ（悪ガキ、店長、車掌、外神田、男）
- スージーちゃんとマービー（デニー、アルフ、うー1・2・3号 他）
- ゾイド -ZOIDS-（1999年 - 2000年、ジーク、オコーネル）
- 装甲救助部隊レストル（運転手、エンジニア）
- それゆけ!宇宙戦艦ヤマモト・ヨーコ（村人B）
- ∀ガンダム（領主1）
- デジモンアドベンチャー（ベーダモン）
- ぶぶチャチャ（パパ）
- Bビーダマン爆外伝V（しょうこうボンA、ちょうろうボン）
- 魔術士オーフェン Revenge（ウォルター）
- モンスターファーム〜円盤石の秘密〜（店長）

2000年
- 幻想魔伝 最遊記（偽三蔵）
- 人造人間キカイダー THE ANIMATION（警察官、コートの男）
- だぁ!だぁ!だぁ!（光月優、エビちゃん、カラス、販売員）
- とっとこハム太郎（佐藤、花丸）
- ののちゃん（スズキくん）
- ラブひな（2000年 - 2001年、永〈アシスタントA〉、景太郎の父、ニュースキャスター、眼鏡屋の主人、老人A 他） - 1シリーズ + 特別編2本

2001年
- X -エックス-（釣人）
- ギャラクシーエンジェル（ホープ）
- ココロ図書館（執事）
- こみっくパーティー（マスター）
- 砂漠の海賊!キャプテンクッパ（ジェット）
- 週刊ストーリーランド（木下光一、新米駅員）
- 旋風の用心棒（警官、支配人、猿の橋駅員）
- Z.O.E Dolores, i（ティオー）
- だいすき!ぶぶチャチャ（パパ、長靴猫）
- ノワール（タナー、リッツォ、ローラン）

2002年
- アソボット戦記五九（ユウの祖父）
- 犬夜叉（月夜丸）
- GetBackers-奪還屋-（虻川）
- 爆闘宣言ダイガンダー（ファーマー1/2）
- ロックマンエグゼ（2002年 - 2006年、シャークマン、氷川清次、支配人、親方、職人A、部下、主任、武井） - 4シリーズ
- ONE PIECE（2002年 - 2007年、ミンチー軍曹、ホッケラ）

2003年
- アストロボーイ・鉄腕アトム（手下）
- R.O.D -THE TV-（映画会社社員）
- おもいっきり科学アドベンチャー そーなんだ!（ペッポ）
- ガングレイヴ（幹部）
- コロッケ!（XO、ノリタンダン）
- 魁!!クロマティ高校（2003年 - 2004年、林田慎二郎、若衆A、林田慎二郎兵衛）
- 時空冒険記ゼントリックス（クランプ）
- スーパートレインがんばりダッシュ（E3けいつばさくん）
- ボボボーボ・ボーボボ（歯ブラシ）
- ポポロクロイス（炎の精霊ボウボウ、エドガー）
- 魔法遣いに大切なこと（ケーキ屋）

2004年
- アークエとガッチンポー（校長）
- サムライチャンプルー（同心）
- スウィート・ヴァレリアン（コンビニ店長、喫茶店店長、司会者）
- 鉄人28号（第4作）（モンスター、森沼）
- NARUTO -ナルト-（加藤ダン）
- 爆裂天使（学者）
- MONSTER（医師B、来賓）
- MADLAX（保安局員）
- 流星戦隊ムスメット（六月十三朗）

2005年
- あまえないでよっ!!（現場監督）
- ガンパレード・オーケストラ（情報参謀）
- 強殖装甲ガイバー（田中巡査）
- スターシップ・オペレーターズ（ハルラール・ナジャ）
- ゾイドジェネシス（父親）
- ツバサ・クロニクル（手下）
- ハチミツとクローバー（薄井）
- 名探偵コナン（2005年 - 2025年、辻村監察医、八川弘司、ヤモリ男、中谷創元、友人）
- 雪の女王（青トロル、医者、ガイオンの子分、鉱夫、子分 他）
- わがまま☆フェアリー ミルモでポン! ちゃあみんぐ（住田の父）

2006年
- あさっての方向。（磯貝正）
- ARIA The NATURAL（おやじ）
- いぬかみっ!（係長）
- ケモノヅメ（リーダー）
- サルゲッチュ 〜オンエアー〜 2nd（ピポトロンブルー、ウッキーイエロー）
- シルクロード少年 ユート（秋麗の父）
- 白い恋人（クロ）
- デュエル・マスターズ シリーズ（2006年 - 2022年、夢実大、九守玄、大場マサル、プロフェッサー・マーチ、るるの爺さん / るる爺さん、ゲラッチョ男爵 他） - 14シリーズ
- スーパーロボット大戦OG -ディバイン・ウォーズ-（サカエ・タカナカ）
- スパイダーライダーズ 〜オラクルの勇者たち〜（神官、ムカデ）
- ゼロの使い魔（2006年 - 2012年、ジャン・コルベール、バーガンディ伯爵） - 4シリーズ
- 祝!(ハピ☆ラキ)ビックリマン（2006年 - 2007年、超聖使イエロス、助伝、始祖ジュラ、ブラックゼウス、超聖使ブルーインカP 他）
- 魔界戦記ディスガイア（ダーツブリング3世）
- 流星のロックマン（2006年 - 2007年、金田金太郎） - 2シリーズ

2007年
- 風の少女エミリー（郵便局員）
- 銀魂（青木社長）
- スパイダーライダーズ 〜よみがえる太陽〜（神官）
- ぜんまいざむらい（貧乏神、若者、男性客2、ヒョロリの父）
- D.Gray-man（ジェリー、アクマC）
- ながされて藍蘭島（とげ太、たかたか、男〈1〉）
- NARUTO -ナルト- 疾風伝（加藤ダン、トウフウ）
- レ・ミゼラブル 少女コゼット（鍛冶屋の主人〈鍛冶屋のおじさん〉、ユシュルー）

2008年
- RD 潜脳調査室（スガ、アマモリ）
- ウルトラヴァイオレット コード044（司令官、兵、部下）
- H2O -FOOTPRINTS IN THE SAND-（父B、医者）
- ゲゲゲの鬼太郎（第5作）（祖父、川男）
- ゴルゴ13（ピーター・ルース、サラの父親）
- スケアクロウマン（記者B）
- テレパシー少女 蘭（石倉優一）
- のだめカンタービレ 巴里編（片平元）
- 秘密 〜The Revelation〜（熊井）
- ポルフィの長い旅（男B）
- 無限の住人（篭屋）
- 魍魎の匣（甲田禄介）
- ワールド・デストラクション 〜世界撲滅の六人〜（獣人）

2009年
- うちの3姉妹（2009年 - 2010年、Yさん、たこ焼きやさん）
- エレメントハンター（ディレクター）
- 君に届け（2009年 - 2011年、荒井善行、カマさん、コンビニ店主、長谷川憲太、教師、校長先生） - 2シリーズ
- クロスゲーム（樹多村健作、瀧沢、主審、実況アナ）
- 源氏物語千年紀 Genji（貴族A、祈祷師A、二条院の使用人、男、野盗の首領）
- こばと。（富田教授）
- ねぎぼうずのあさたろう（九条ねぎのみちざね）
- はじめの一歩 New Challenger（モーリスのセコンド）
- RIDEBACK -ライドバック-（英語教師、暴走族リーダー）

2010年
- 会長はメイド様!（陽向のじいちゃん）
- スーパーロボット大戦OG -ジ・インスペクター-（サカエ・タカナカ）
- たまごっち!（2010年 - 2014年、くらしっくっち、駅長っち、大臣、ほしはかせっち） - 3シリーズ
- メジャー 第6シリーズ（ステーシー）

2011年
- HUNTER×HUNTER（2011年 - 2014年、カッツォ、スクワラ、ドゥーン、サッチョウ＝コバヤカワ、ヒシタ〈2代目〉 他） - 第2作
- プリティーリズム・オーロラドリーム（司会者A）
- ブレイド（警備員）
- へうげもの（浦井新兵衛）

2012年
- おしりかじり虫（ファットン）
- バクマン。（2012年 - 2013年、大西恒平） - 2シリーズ

2013年
- がんばれ!ルルロロ（パパ）
- GON -ゴン-（バディ）

2014年
- カードファイト!! ヴァンガードG（2014年 - 2017年、トコハ父〈安城ヨシアキ〉） - 2シリーズ
- 寄生獣 セイの格率（宇田守、平間 他）
- ヒーローバンク（竹田先生）
- ベイビーステップ（2014年 - 2015年、宮本記者） - 2シリーズ

2015年
- ドラえもん（テレビ朝日版第2期）（2015年 - 2023年、長老、おじいさん、老人、翁、柿原先生 他）
- ワンパンマン（フケガオ）

2016年
- 紅殻のパンドラ（トト・ヤオキ医師）
- パズドラクロス（ガイザーの長老）

2017年
- BanG Dream!（山吹亘史）
- 異世界はスマートフォンとともに。（2017年 - 2023年、ザナック） - 2シリーズ
- THE REFLECTION（トレヴァー・ホーン）
- バチカン奇跡調査官（エヘミア・コーラ神父）
- 鬼灯の冷徹（宋帝王）

2018年
- つくるのだいすき!ねんDo!くんとなかまたち（おじいちゃん、ナレーション、パパ、タコ、クジラ）
- 忍たま乱太郎（そろばん屋、役人）
- バキ（校長、警視総監、指揮官、医師）

2019年
- ブラッククローバー（村長）
- この音とまれ!（武蔵の父）

2020年
- 22/7（桜の父）
- 100万の命の上に俺は立っている（箱崎父）

2021年
- ましろのおと（梅園学園教頭、東邦学院和楽器部 顧問）

2022年
- デリシャスパーティ♡プリキュア（2022年 - 2023年、クッキング）
- 史上最強の大魔王、村人Aに転生する（ゴルド）
- 名探偵コナン 本庁の刑事恋物語〜結婚前夜〜（鹿野修二）
- パズドラ（2022年 - 2024年、詐欺師、大臣）
- 異世界薬局（ジャン）
- 異世界迷宮でハーレムを（服屋の店主）

2023年
- 大雪海のカイナ（痛風持ち）
- MIX MEISEI STORY 2ND SEASON 〜二度目の夏、空の向こうへ〜（舎弟）
- デュエル・マスターズ WIN 決闘学園編（ゲラッチョ男爵）
- ドッグシグナル（三宅さんの夫）

2024年
- 戦国妖狐（長老）
- ザ・ファブル（組織の男1）
- ゆるキャン△ SEASON3（店主）
- しかのこのこのここしたんたん（実況）

2025年
- 未ル わたしのみらい（サトー）

### 劇場アニメ
1997年
- 爆走兄弟レッツ&ゴー!!WGP 暴走ミニ四駆大追跡!（スコシオ）

1998年
- 劇場版ポケットモンスター ミュウツーの逆襲（研究員）

1999年
- アキハバラ電脳組 2011年の夏休み（花小金井トキ次郎）

2007年
- いぬかみっ! THE MOVIE 特命霊的捜査官・仮名史郎っ!（係長）
- 劇場版 CLANNAD（医者）

2012年
- それいけ!アンパンマン よみがえれ バナナ島（こおりおに）

2013年
- 劇場版 HUNTER×HUNTER -The LAST MISSION-（ガマ）

2016年
- 名探偵コナン 純黒の悪夢（医者）

2017年
- 特別版 Free!-Take Your Marks-（鴫野克美）

2018年
- えんぎもん（天野川命）

2019年
- それいけ!アンパンマン きらめけ!アイスの国のバニラ姫（小型ロボ）

2021年
- それいけ!アンパンマン ふわふわフワリーと雲の国（バイグモラ）

2022年
- 映画ドラえもん のび太の宇宙小戦争 2021（ピシア兵）
- 名探偵コナン ハロウィンの花嫁（住職）
- それいけ!アンパンマン ドロリンとバケ〜るカーニバル（クマ太）

2023年
- 大雪海のカイナ ほしのけんじゃ（痛風持ち）

### OVA
1990年
- THE 八犬伝

1992年
- 甲竜伝説ヴィルガスト

1993年
- 超時空世紀オーガス02（グスタフ伍長）
- 特捜戦車隊ドミニオン（犯人、医師）
- BASTARD!! -暗黒の破壊神-
- ブラック・ジャック（敵兵）

1994年
- エンゼルコップ（部下）
- 湘南純愛組!（洞木、のぞきショップ店員）
- 七都市物語 〜北極海戦線〜
- マーズ（「はましお」ソナー係）
- マップス

1995年
- GOLDEN BOY さすらいのお勉強野郎（アニメーターC）

1996年
- 小鉄の大冒険（チーマー、竜也の同業者）
- てっぺん 頂上決戦!!（鈴木警官、教員）
- ドクターかめかめ（パズルくん）
- BURN-UP W（警官）

1997年
- 超光速グランドール（小倉先生）
- 超獣伝説ゲシュタルト
- ペンダント（警官）

1998年
- 火聖旅団 ダナサイト999.9
- クイーン・エメラルダス（鉱夫）
- センチメンタルジャーニー 七瀬優〜星降る夜の天使〜（高校生A）
- BADBOYS5（中村寿雄〈4代目〉）
- 万能文化猫娘DASH!（局次長、尾崎、指揮官、隊長）

2001年
- キカイダー01 THE ANIMATION（ブルーハカイダー）
- まんがビデオ 墓場鬼太郎（かまいたち）
- LITTLE BEAR（ふくろう、あおむし、鳥 他）

2002年
- ふたりエッチ（スカウト）
- ラブひな Again（警官）

2003年
- 遙かなる時空の中で2-白き龍の神子-（男）

2004年
- おジャ魔女どれみナ・イ・ショ（カメラマン）
- 新ゲッターロボ（ナイフの男、所員、武者、ヤクザ 他）
- トップをねらえ2!（調査員B）

2006年
- ヴィジョナリィ（岡村忠）

2007年
- 東京マーブルチョコレート（警備員）

2008年
- やなせたかしメルヘン劇場 ごろごろごろたん（とらきち）

### Webアニメ
- 亡念のザムド（2008年、教師B）
- クレヨンしんちゃん外伝 お・お・お・のしんのすけ（2017年、おじさん、主人）
- 「バキ」シリーズ（2020年 - 2021年、刑務官、ジェームズ副官、看守、囚人A、リッチ・コックス） - 2シリーズ
- 爆丸エボリューションズ（2022年、ハリスリー・ファーブル）

### ゲーム
1993年
- 機装ルーガ（ロイヤルガード）

1996年
- ワルキューレの伝説 外伝 ローザの冒険（老人、猫、研究者）

1997年
- アルバレアの乙女（カイン・ゴートランド）
- ラスト・インペリアル・プリンス（ルードビッヒ）

1998年
- serial experiments lain
- サンパギータ（佐藤 ヒカル、見張り、店員）
- 少女革命ウテナ いつか革命される物語（教師）

2000年
- アニメチャンプ（赤塚大作 / 大将）
- スーパーパズルボブル

2001年
- ファイナルファンタジーX（ブラスカ、メイチェン）
- 悪魔雀〜デビルマージャン〜（ゲルマー、ザン、ゼノン）

2002年
- ポポロクロイス はじまりの冒険（炎の精霊）
- スーパーパズルボブル2

2003年
- 第2次スーパーロボット大戦α（CB兵）
- マックスペイン（ジョーイ・フィニート、ジョー・セイレム、パイロット）
- ロックマンエグゼ トランスミッション（氷川清次）
- ファイナルファンタジーX-2（メイチェン）

2004年
- コロッケ! バン王の危機を救え（フランク・フルト、ゴルゴンゾーラ）
- スーパーロボット大戦GC（ポセイダル兵）

2005年
- コロッケ!DS 天空の勇者たち（XO、ウズラ）
- 龍が如く

2006年
- スーパーロボット大戦XO（ポセイダル兵）
- 地球防衛軍3（隊長）

2007年
- エルヴァンディアストーリー（ブラン）
- スーパーロボット大戦OG ORIGINAL GENERATIONS（シャドウミラー）
- スーパーロボット大戦OG外伝
- ゼロの使い魔 小悪魔と春風の協奏曲（ジャン・コルベール）
- ゼロの使い魔 夢魔が紡ぐ夜風の幻想曲（ジャン・コルベール）

2008年
- スーパーロボット大戦A PORTABLE（シャドウミラー+）
- スーパーロボット大戦Z
- ゼロの使い魔 迷子の終止符と幾千の交響曲（ジャン・コルベール）

2009年
- 鋼の錬金術師 FULLMETAL ALCHEMIST -暁の王子-
- 鋼の錬金術師 FULLMETAL ALCHEMIST -黄昏の少女-

2013年
- スーパーロボット大戦Operation Extend（ポセイダル兵）

2015年
- ブレイブリーセカンド
- Everybody's Gone to the Rapture 幸福な消失（ジェレミー・ウィーラー）

2017年
- ディシディア ファイナルファンタジー オペラオムニア（2017年 - 2021年、ブラスカ）

2020年
- eBASEBALLパワフルプロ野球2020（則出郁三）
- グランブルーファンタジー（2020年 - 2021年、ハイランド公王、観光協会前理事長）

2024年
- グランブルーファンタジー リリンク
- ファイナルファンタジーVII リバース
- ドラゴンクエストX 未来への扉とまどろみの少女 オンライン（ロナ長老）

### ドラマCD
- 戦ー少女イクセリオン第1巻 誕生篇（オペレーター、管制官A）
- Weiß kreuz Wish A Dream Collection II A four-leaf clover（伊藤）
- 魁!!クロマティ高校 特別編（林田慎二郎）
- CDドラマ NaNa（店のおじさん）
- ストリートファイターII -魔人の肖像-（警官）
- ストリートファイターZERO2 外伝II さくら・もっとも危ない文化祭（ヒロアキ、マスター）
- トルネコの大冒険 不思議のダンジョン（エド）
- ミュウツーの誕生（研究員B）
- 八雲立つ 音盤物語（原先生）・新音盤物語（進／長松）

### 吹き替え

#### 映画
- アーミクロン
- アイガー北壁（ヴィリー〈ジーモン・シュヴァルツ〉[41]）※BSテレ東版
- オズ はじまりの戦い
- サハラ 死の砂漠を脱出せよ ※テレビ東京版
- サンタ・バディーズ 小さな5匹の大冒険
- ジャングル・クルーズ（コディントン〈アンディ・ナイマン〉[42]）
- ソウルメン（フィリップ・ニューマン）
- ターザン:REBORN（フランス人技師[43]）
- ツリー・オブ・ライフ
- ネイキッド・ソルジャー 亜州大捜査線（パワー〈アンソニー・ウォン〉）
- ハイ・フィデリティ（ディック）
- バック・トゥ・ザ・フューチャーシリーズ
  - バック・トゥ・ザ・フューチャー（サム・ベインズ）※BSジャパン版
  - バック・トゥ・ザ・フューチャー PART3（有刺鉄線のセールスマン〈リチャード・ダイサート〉）※BSジャパン版
- ビューティフル・ピープル
- フリッパー（ディナ）
- ヘルボーイ（ブルーム教授〈イアン・マクシェーン〉）
- ランボー ラスト・ブラッド（ジミー[44]）

#### テレビドラマ
- オーシャンガール（カル）
- ザ・パシフィック（スターン衛生兵）
- シー・ハルク:ザ・アトーニー（コーネリアス）
- 雪山飛狐（陳家洛）
- 24 -TWENTY FOUR-（シーズン1）
- 跳べ!ロックガールズ〜メダルへの誓い
- バーニー&フレンズ（バーニー）
- バーン・ノーティス 元スパイの逆襲（ジェイク）
- 犯罪捜査官ネイビーファイル（ネイソン）
- マードック・ミステリー 〜刑事マードックの捜査ファイル〜
- 愉快なシーバー家（ミッチ）
- リゾーリ&アイルズ2（バイロン）

#### アニメ
- ミュータント・タートルズ（1987年テレビ東京版）（1994年、ザック、ウォルト、フィーツ、男）
- X-MEN（テレビ東京版）（1995年、マルチプルマン）
- インセクターズ（1995年、アシリウス王子、トンボ、衛兵 他）
- バイカーマイス（1995年、スイート、ジョージ）
- ガジェット警部（1990年代、役名不明）
- キャッツ&カンパニー（1990年代、ワーズワース）
- ドンキーコング（1999年、海賊）
- おてんばソフィー（1999年、オベール氏、ガブリエル）
- ボブとはたらくブーブーズ（2000年、ボブ）
- スペース・レンジャー バズ・ライトイヤー 帝王ザーグを倒せ!（2006年、リトル・グリーン・メン、フラーン）
- タンタンの冒険/ユニコーン号の秘密（2011年、船員）
- 天官賜福 貮（2020年、おじいさん）
- プレーンズ（2013年、フォンツァレッリ）
- ソニックトゥーン（2017年、フィンク村長 / メイヤー 他）

### 特撮
- 電磁戦隊メガレンジャー（1997年、ハチネジレの声）
- ビーロボカブタック（1997年、スターマインドSの声）

### ナレーション
- 天才てれびくんMAX（NHK教育）
- 地球エコ2009 エコ生活のヒント（NHK総合・BS2）

### テレビ番組
- さんすうすいすい（1996年4月-1999年3月、NHK教育）バリアー星人
- 日立 世界・ふしぎ発見!（TBS系）ボイスオーバー
- のりものスタジオ（テレビ東京）ドン・ファン〈初代〉[注 2]、おはニン・赤
- マテマティカ（NHK教育）
- みんななかよし（NHK教育）
- わいわいドンブリ（NHK教育）

### 人形劇
- 人形歴史スペクタクル 平家物語（牛若）

### その他コンテンツ
- PV『小さな王様と約束の国 ファイナルファンタジー・クリスタルクロニクル』（2008年、ヒュー＝ユルグ）